# پنج ستاره (مسابقه تلویزیونی)
پنج ستاره در چارچوب یک برنامه با گونهٔ مسابقه-بازی بود که عموم افراد می‌توانستند با شرکت در این برنامه، اطلاعات عمومی خود را امتحان کنند.

## محتوای برنامه
مسابقهٔ پنج ستاره کاری از گروه اجتماعی شبکهٔ پنج سیما است که هر هفته پنجشنبه و جمعه روی آنتن می‌رود. در فصل‌های پیشین شرکت‌کنندگان تلاش می‌کردند با استفاده از اطلاعات عمومی خود و پاسخ به پرسش‌های ابوالفضل آقاخانی جایزهٔ ۵۰ میلیونی مسابقه را به دست بیاورند. به عبارتی این برنامه محتوایی در قالب مسابقه، بازی بود که عموم مردم پس از ثبت‌نام یا شرکت در مسابقه‌ها از طریق اپلیکیشن و قرار گرفتن در میان پنج نفر اول برندگان می‌توانستند در برنامه به عنوان شرکت‌کننده حضور یابند. همچنین می‌توانستند با ثبت‌نام تماشاگر از طریق اپلیکیشن در برنامهٔ تلویزیونی حضور یابند. در فصل جدید تغییراتی در محتوا و جوایز انجام شده؛ به گونه‌ای که در هر قسمت ۲ شرکت‌کننده در حضور حدود ۱۰۰ تماشاگر از ابتدا تا انتها همزمان در زمینهٔ اطلاعات عمومی با هم رقابت می‌کنند تا پنج ستاره کسب کنند و برندهٔ آن قسمت شوند.

## مجریان برنامه

### اشکان خطیبی
در ابتدا اشکان خطیبی اجرای برنامهٔ پنج ستاره را بر عهده گرفت؛ و فصل اول مسابقهٔ پنج ستاره با اجرای اشکان خطیبی در زمستان ۹۶ آغاز شد که پنجشنبه و جمعه هر هفته ساعت ۲۱ از شبکهٔ پنج سیما پخش می‌گردید.

### حمید گودرزی
اشکان خطیبی به دلیل مشغلهٔ کاری نتوانست در ادامه همراه این برنامه باشد و حمید گودرزی جایگزین او شد و در سری سوم هم با این مسابقه همکاری می‌کند.
ابوالفضل آقاخانی
پس از انتقال حمید گودرزی به کودک شو ابوالفضل آقاخانی به عنوان مجری پنج ستاره انتخاب شد.

## آیتم‌های برنامه

### فصل اول
فصل اول پنج ستاره در زمستان ۹۶ به تهیه‌کنندگی امیرعلی بنایی با اجرای اشکان خطیبی روی آنتن رفت. برنامه پنجشنبه و جمعهٔ هر هفته ساعت ۲۱ از شبکهٔ پنج پخش می‌گردید. در ابتدا علاقه‌مندان به شرکت در مسابقهٔ پنج ستاره می‌بایست از طریق سامانهٔ ۱۰۰۰۵۲۱ اقدام کرده و نام و شمارهٔ تماس خود را پیامک می‌کردند و در یک گزینیش هوش شرکت می‌کردند و بر اساس رده‌بندی در مسابقه حضور می‌یافتند تا شانس خود را برای میلیونر شدن امتحان کنند. پیش از آغاز مسابقهٔ بزرگ پنج ستاره، شرکت‌کنندگان می‌بایست ابتدا در یک بازی هوش، سرعت و ذکاوت از طریق اپلیکیشن پنج ستاره شرکت می‌کردند و در مدت ۶۰ ثانیه به پرسش‌ها پاسخ داده و سپس وارد مسابقهٔ بزرگ پنج ستاره می‌شدند.
مسابقه شامل ۱۹ سؤال در ۴ مرحله تشکیل می‌شد. شرکت‌کنندگان در طول مسابقه می‌توانستند از ۳ راه کمک که شامل موارد ذیل می‌شدند استفاده کنند:
۱. تماس با یک فرد خارج از برنامه و درخواست کمک
۲. کمک گرفتن از همراه
۳. درخواست حذف دو گزینه نادرست

### فصل دوم
فصل دوم مسابقه پنج ستاره به کارگردانی مصطفی ‌ امامی و تهیه‌کنندگی محمدحسین رضوی در ۴ مرداد ماه ۹۷ تا فروردین ۹۸ به روی آنتن رفت. فصل دوم پنج ستاره به مدت خیلی کوتاه متوقف و با تغییرات کوتاهی از دی‌ماه ۹۷ از سر گرفته شد شیوهٔ ثبت‌نام و شرکت در مسابقه از طریق سامانهٔ ۱۰۰۰۵۲۱ همانند فصل اول صورت می‌گرفت.

### فصل سوم
فصل سوم این مسابقه با تهیه‌کنندگی محمد قنبری و اجرای حمید گودرزی، از ابتدای اسفند ۹۸ پنجشنبه و جمعه هر هفته روی آنتن رفت.

### فصل چهارم
فصل جدید برنامه ۵ ستاره به تهیه‌کنندگی و کارگردانی هنری فرهاد مختاری و کارگردانی تلویزیونی فرزاد امیری از ۱۲ آذر ۱۴۰۱ از شبکه ۵ سیما پخش شد.

## توقف پخش
در تاریخ ۵ اردیبهشت ۱۳۹۸،این مسابقه از کنداکتور شبکهٔ پنج حذف و پخش آن متوقف شد.
فصل جدید پنج‌ستاره با اصلاحات انجام شده و جایزه‌های خدماتی و کالای ایرانی، از اسفند ۹۸ با اجرای حمید گودرزی به آنتن شبکهٔ پنج برگشت.